# Côtes de Genève

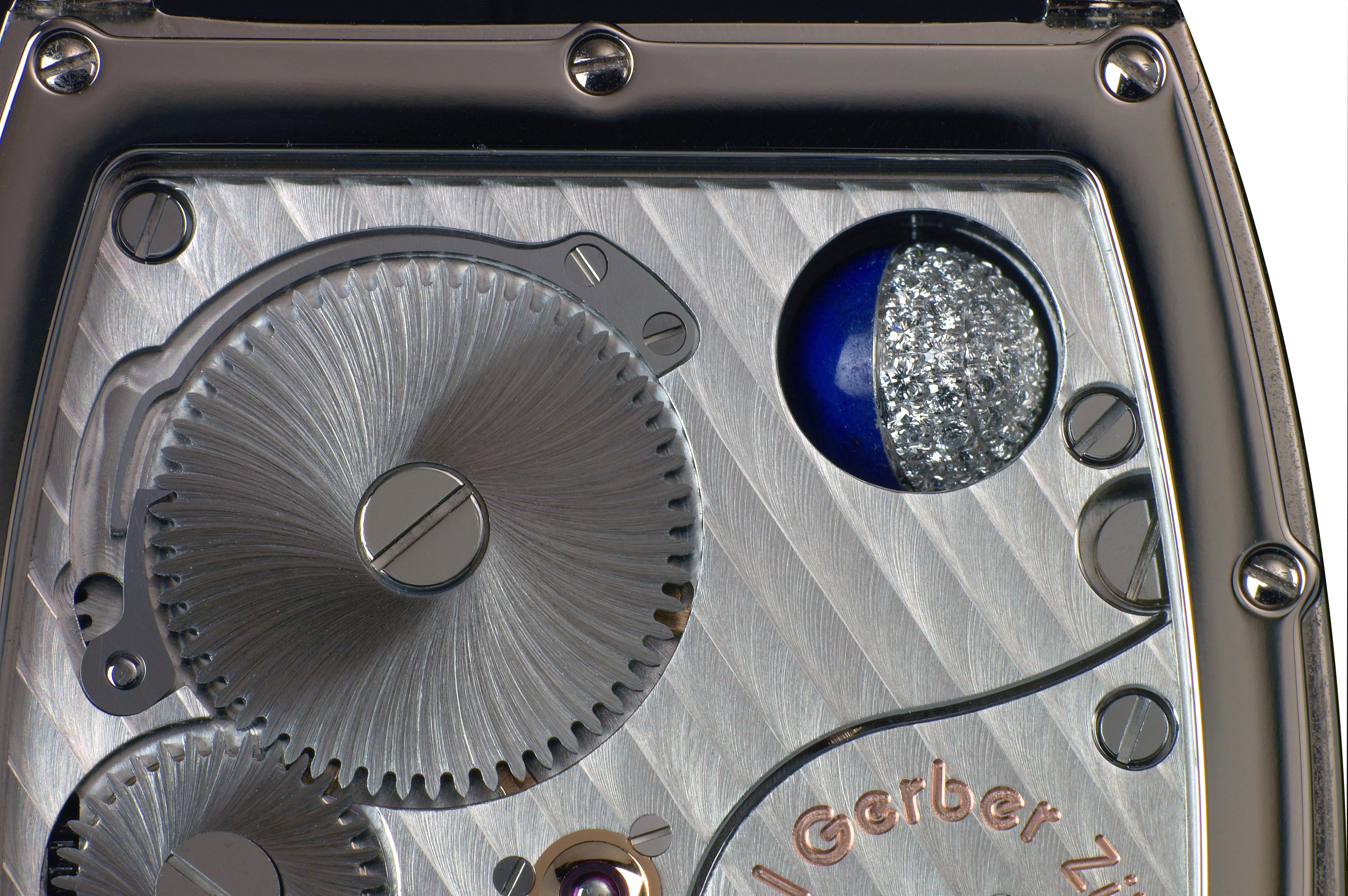
Mouvement d'horlogerie avec une finition de type côtes de Genève.

La décoration en côtes de Genève est un type de finition présent sur nombre de mouvements d'horlogerie, principalement pour les platines. Cette décoration est formée de stries parallèles, ondulées, usinées dans le métal à l'aide d'un outil rotatif abrasif qui effectue des passes successives parallèles. Ce type de finition est emblématique de l'horlogerie suisse depuis le fin du XIXe siècle. Les sillons avaient historiquement le rôle de capturer les poussières afin d'éviter qu'elles viennent bloquer les engrenages, cependant la fonction de ces finitions est maintenant surtout décorative.